# Somodorpuszta (Szomor)
Somodorpuszta településrész Komárom-Esztergom vármegye keleti részén, Szomor külterületén, a település központjától mintegy 2-3 kilométerre északkeletre, majdnem közvetlenül Komárom-Esztergom és Pest vármegye határvonala mentén. Kelet felé a legközelebbi lakott hely, a valamivel több mint 2 kilométerre fekvő Anyácsapuszta már a Pest vármegyei Tök község településrésze, illetve a közelben található (zsámbéki közigazgatási területen) Pest vármegye legnyugatibb pontja is.
A településrész kiépített (önkormányzati) úton Szomor, illetve Máriahalom irányából érhető el, az előbbi esetben az 1105-ös, utóbbi esetben az 1122-es útról letérve. A Volánbusz 2016-ban érvényes menetrendi táblázata szerint 785-ös és 786-os számú buszok napi egy-egy járata érinti Somodorpusztát.

## Fekvése
Somodorpuszta a Gerecse és a Zsámbéki-medence közötti, ritkán lakott sávban terül el, a környékre nagy kiterjedésű mezőgazdasági területek és kisebb erdőrészek váltakozása jellemző. Zsámbékot leszámítva nincs jelentős város a közelében, a térség városai közül Bicske, Tatabánya, Dorog és Esztergom is tíz kilométernél nagyobb távolságra található. A községrészt átszelő egyetlen út két végpontja Szomor és Máriahalom, továbbá kiépített út vezet még innen Anyácsapusztára.
Somodorpuszta közelében két patak húzódik, egyik a lakott területtől délnyugatra mintegy 750 méterre a Bajna-Epöli-vízfolyás, a másik az északkeletre kb. 1100 méterre folyó Vörös-hegyi-patak.

## Története
Somodorpuszta környéke már ősidők óta lakott helynek számít, az 1800-as években például egy majdnem teljes négykerekű római kocsit találtak itt, amely a Magyar Nemzeti Múzeumba került.
A középkori forrásokban Somod néven is szerepel, első ismert okleveles említése 1244-ből való, ahol területe egy részének tulajdonosváltása miatt szerepel, a szomszédos Symeg (Sümeg) faluval együtt.
Az 1945-ös budai kitörési kísérletet túlélő magyar és német katonák, illetve csekély számban polgári személyek szinte kivétel nélkül Somodorpuszta néhány kilométeres körzetében tudták elérni a megmenekülésüket jelentő külső frontvonalat.

## Jelene

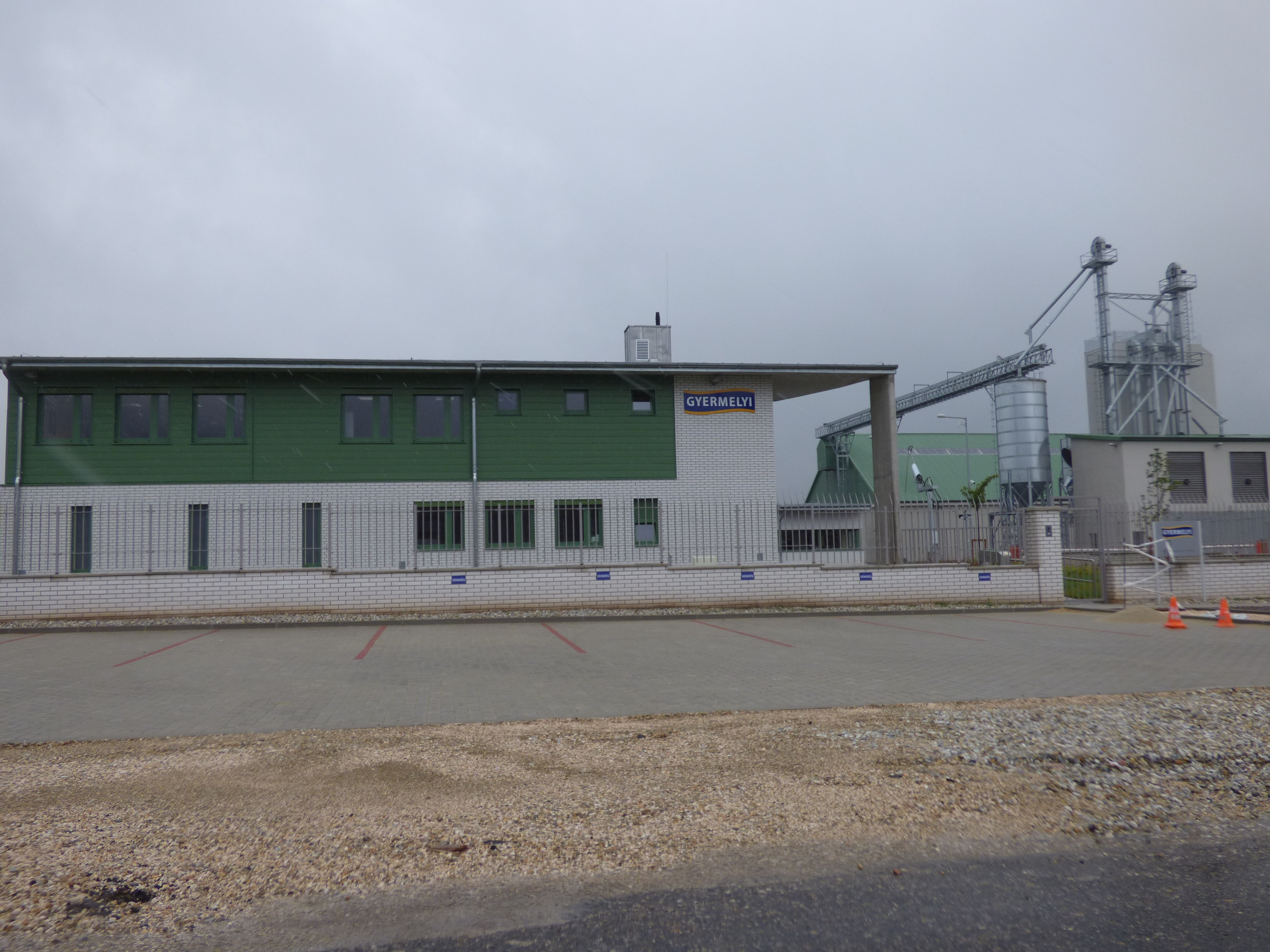
A Gyermelyi Zrt. üzemegységének egy részlete

Somodorpusztán nyílt meg 2016. június 16-án a közeli Gyermelyen működő tésztaipari nagyvállalat, a Gyermelyi Zrt. 1,6 milliárd forintos beruházással épült növénytermesztési központja. E létesítmény szolgálja ki a 8800 hektárnyi termőterületen gazdálkodó ágazatot, többek között egy óránként 25 tonna kapacitású terményszárítóval - melyhez egy 6600 tonna befogadóképességű, automatizált rendszerű terménytároló csatlakozik -, de részét képezi a beruházásnak egy gépműhely is, a hozzá tartozó raktárral.
A településrész lakóit egyetlen élelmiszerüzlet szolgálja ki.

## Turizmus
Somodorpuszta turisztikailag nem számít jelentősnek, területét inkább csak néhány teljesítménytúra és a budavári kitörésre megemlékezve szervezett „Kitörés emléktúrák” némelyikének útvonala érinti. A szomszédos Anyácsapusztán működő lovastanyák, illetve a közeli Anyácsai-tó révén a lovas- és horgászturizmus is érinti Somodorpuszta környékét.

## Galéria

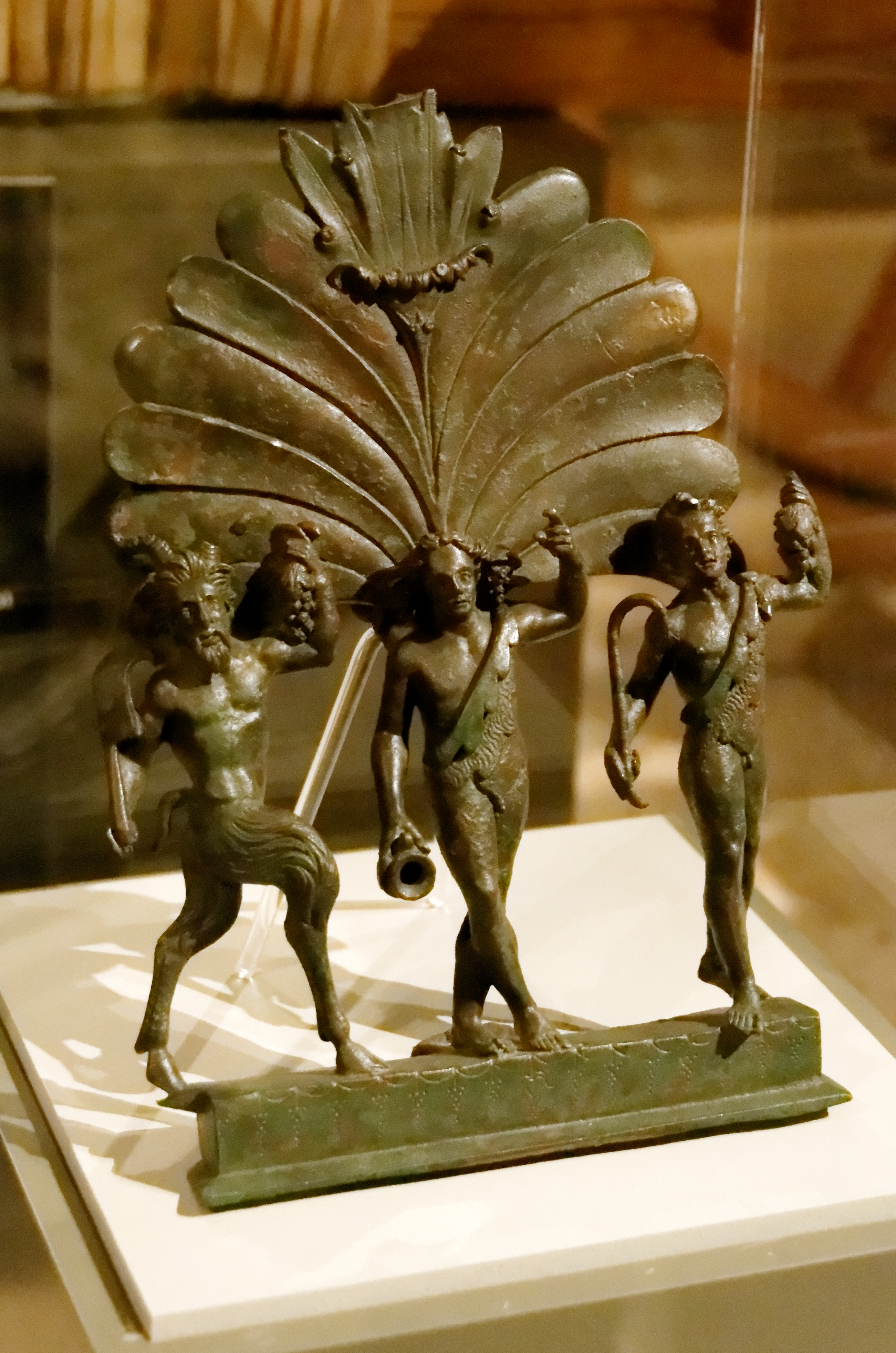
Bronz díszítmény a Somodorpuszta határából előkerült római kocsiról
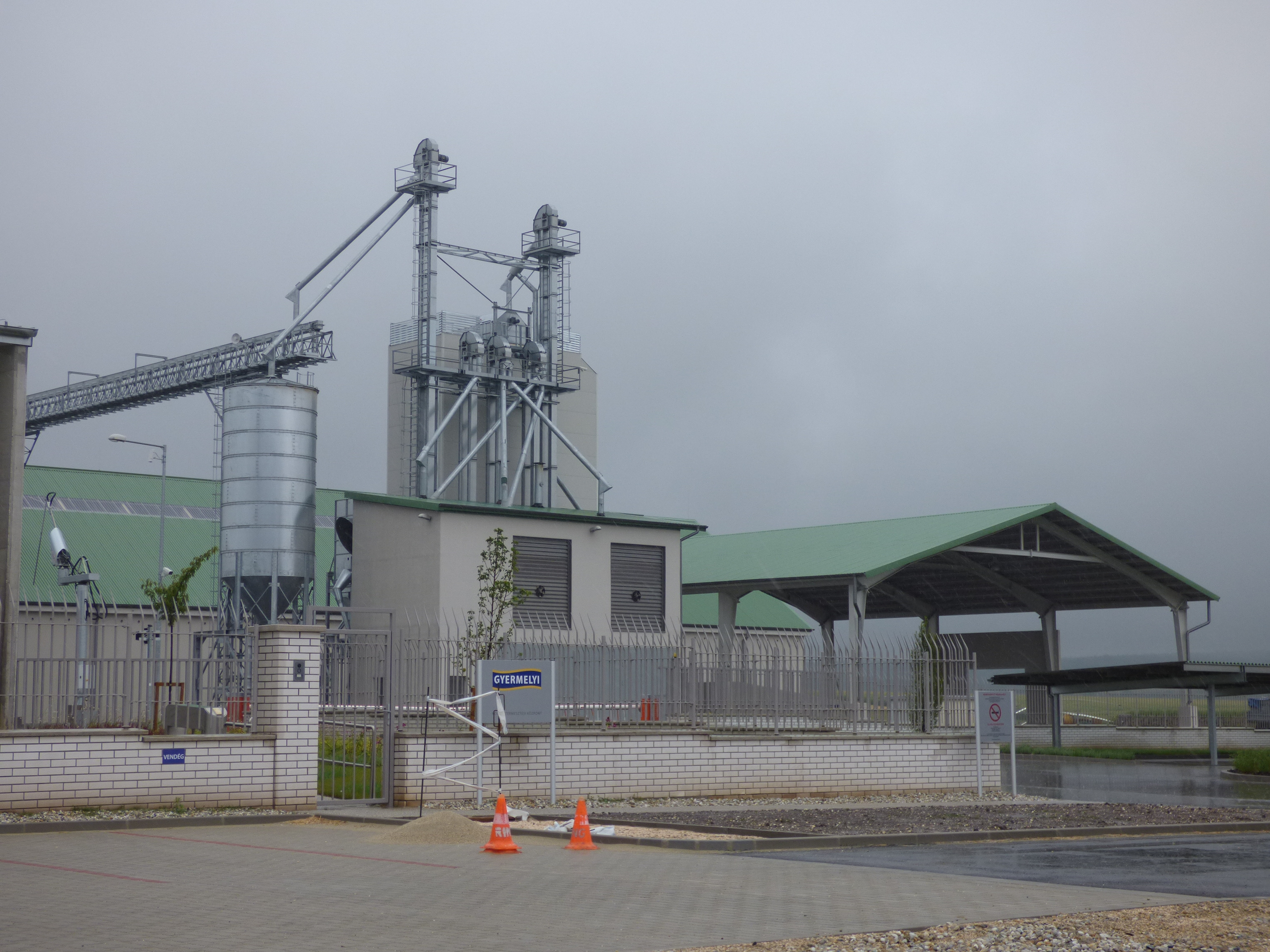
A Gyermelyi Zrt. növénytermesztési központjának részlete
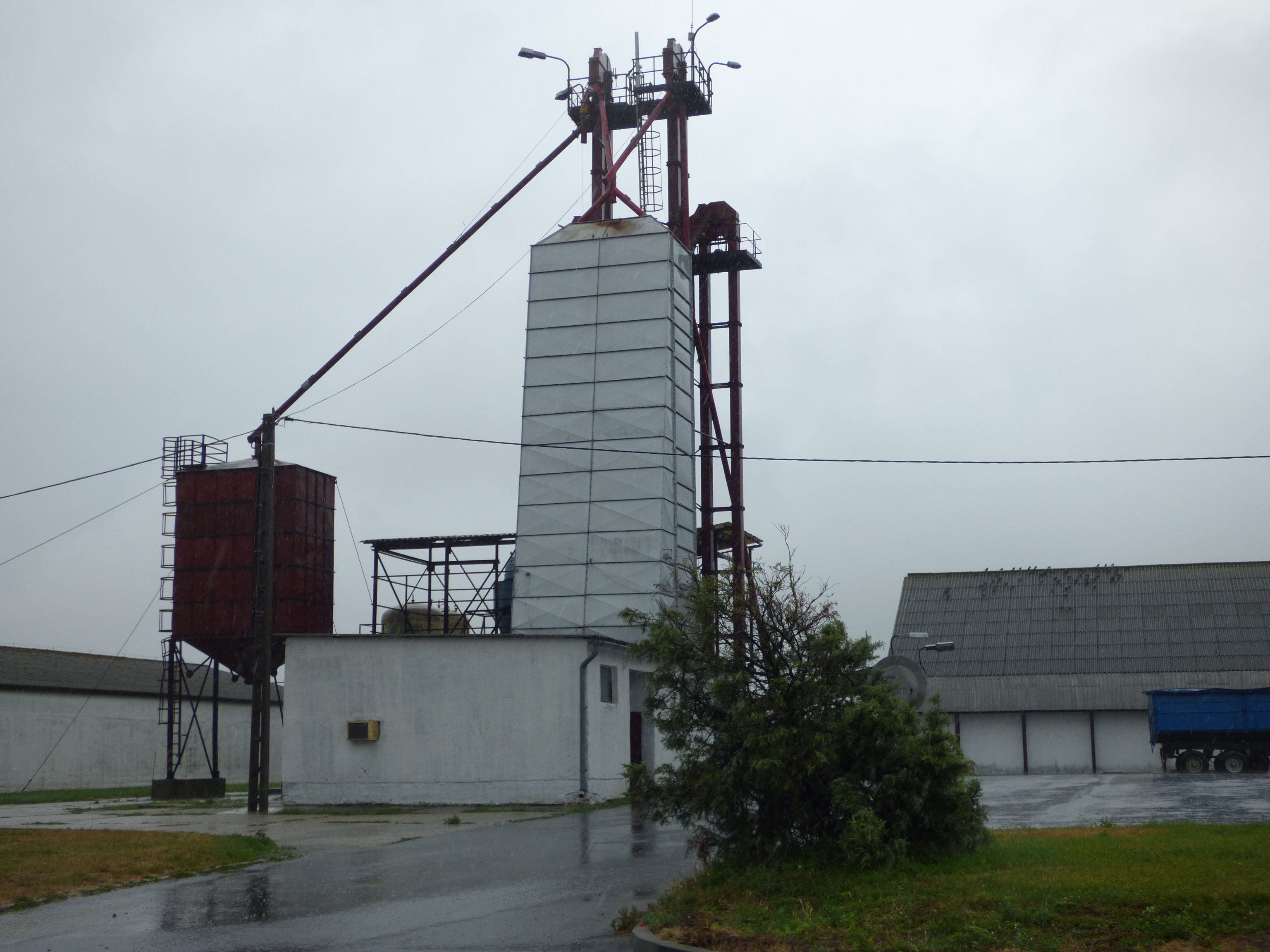
A Gyermelyi Zrt. üzemegységének részlete